# مات ديكسون
مات ديكسون (12 يونيو 1992 في أستراليا - ) (بالإنجليزية: Matt Dixon)‏ هو لاعب كريكت أسترالي. لعب مع نادي مقاطعة ساسكس للكريكت ‏ وفريق غرب أستراليا للكريكت ‏ وPerth Scorchers ‏.

## وصلات خارجية
- مات ديكسون على موقع إي آس بي آن كريك إنفو (الإنجليزية)